# Stahl (motorfiets)
Stahl is een historisch merk van motorfietsen.
De bedrijfsnaam was C.V. Stahl Motor Works, Philadelphia (Pennsylvania).
Amerikaans bedrijf dat van 1910 tot 1914 motorfietsen met 4½ pk eencilinders en 7 pk V-twins maakte. Buiten de USA was het merk onbekend.